# Oryza australiensis
Oryza australiensis je trajnica iz roda riže, raste prvenstveno u sezonski suhim tropskim biomima Sjevernog teritorija, Queenslanda i Zapadne Australije.
na sjeveru Australije su 3 ili 4 vrste autohtone, O. australiensis, O. rufipogon (sin. O. meridionalis) i O. officinalis, ali su nedovoljno istražene, i potrebna je molekularna analiza ovih divljih populacija kako bi se bolje definirala različitost taksona. Ograničene zbirke ovih divljih populacija čuvaju se u DNK bankama sjemena. Ove vrste imaju potencijal za pripitomljavanje u nekim slučajevima, ali također imaju mnoge značajke potencijalne vrijednosti u poboljšanju pripitomljene riže. Tolerancija na stres (biotička i abiotička) i karakteristike kvalitete zrna u ovim populacijama mogu biti korisne.